# Kevil
Kevil – miasto w Stanach Zjednoczonych, w stanie Kentucky, w hrabstwie Ballard.